# Hymenaster tenuispinus
Hymenaster tenuispinus är en sjöstjärneart som beskrevs av Sibuet 1976. Hymenaster tenuispinus ingår i släktet Hymenaster och familjen knubbsjöstjärnor. Inga underarter finns listade i Catalogue of Life.